# Immortal Soul
Immortal Soul è il quindicesimo album della band heavy metal statunitense Riot V, l'ultimo come "Riot".
Il disco, pubblicato il 31 ottobre 2011 dalla SPV GmbH, segna il ritorno della formazione di Thundersteel, ovvero del cantante Tony Moore, del batterista Bobby Jarzombek e del bassista Don Van Stavern.

## Tracce
1. Riot - 5:03
2. Still Your Man - 4:16
3. Crawling - 5:52
4. Wings Are For Angels - 5:10
5. Fall Before Me - 4:55
6. Sins of the Father - 3:55
7. Majestica - 0:57
8. Immortal Soul - 4:46
9. Insanity - 4:40
10. Whiskey Man - 4:15
11. Believe - 4:17
12. Echoes - 4:53

## Formazione
- Tony Moore - voce
- Mark Reale -  chitarra
- Mike Flyntz -  chitarra
- Don Van Stavern - basso
- Bobby Jarzombek - batteria